# Pod vlivem Ambry
Pod vlivem Ambry je třináctá epizoda první řady animovaného seriálu Star Trek. Premiéra epizody v USA proběhla 1. prosince 1973, v České republice 21. prosince 1997.

## Příběh
Píše se hvězdné datum 5499.9. USS Enterprise se nachází poblíž planety Argo, která je z valné většiny pokryta oceány. Protože šlo původně o planetu se zhruba stejným podílem pevniny jako Země, posádka má za úkol zjistit příčiny otřesů a jejich vliv na přeměnu planety, neboť tento jev hrozí i jiným planetám Federace.
Nedaleko největší pevniny na planetě se pan Spock a Dr. Leonard McCoy shodnou, že je zapotřebí odebrat řasy a další vzorky nejlépe ode dna oceánu. Plavidlo kapitána Kirka a pana Spocka se však utkává s neznámým tvorem a ztrácí se ostatním z dohledu. Když je Scotty s McCoyem najdou, doktor konstatuje, že se jím začínají měnit plíce. Zpět na palubě se situace zhoršuje, protože oběma vyrůstají blány mezi prsty a plíce jsou již plně adaptované pouze na vodu. Oba dva se shodují, že musí zpět na planetu najít bytosti, které ovládají svět pod hladinou.
V podmořském světě se opravdu setkávají s neznámou rasou, která je ovšem označuje za "suchozemce" a vykazuje pryč. Při dalším průzkumem jsou lapeni a postaveni před sněm rasy, která se označuje jako Aquané. Ukazuje se, že mezi Aquany panuje rozepře mezi mladší a starší generací, ale také, že Kirkova a Spockova mutace byla zapříčiněna na jejich pokyn. Aquané mají obavy ze suchozemců, jako ze silného nebezpečí, které je ohrožuje a nechává oba přivázat na pevninu. Jedna aquanaská žena, která se účastnila sněmu přivolá pana Scotta, aby jim pomohl. Scott varuje kapitána, že je avizované zemětřesení, které má úplně změnit reliéf dna.
Aquanská žena vysvětluje, že její lidé se na planetě nevyvíjeli, ale všichni se nechali zmutovat, jak se planeta měnila. Ti, kteří zůstali na souši, je za to nenáviděli, vznikaly rozepře, a proto se jich Aquané tolik bojí. Existují však stará místa původní civilizace, ve kterých by mohl být uchován postup pro zvrácení mutace. Kirk a Spock nachází záznamy a předávají jej Dr. McCoyovi. Ten však potřebuje jed mořského hada. K tomu Kirk a Spock přemlouvají dvojici aquanských mužů.
Zpět na Enterprise McCoy kapitána varuje, že část záznamů schází, a proto si není jistý účinky protilátky. Společně se sestrou Chapelovou podávají protilátku kapitánovi a tomu se záhy navrací tělo k normálu. Kirk poté přizve na Enterprise zástupce Aquanů, aby jim ukázal, kterak Federace může pomoci proti zemětřesení a nechat některá města vystoupit nad hladinu. Zástupce Aquanů oznamuje, že mladá generace se rozhodla obnovit život na souši, a ujišťuje Kirka, že již znovu neztratí obě civilizace mezi sebou kontakt, jako se to stalo v minulosti.